# كاسيل ويب
كاسيل ويب (بالإنجليزية: Cassell Webb)‏ هي منتجة أسطوانات وكاتبة غنائية أمريكية، ولدت في عقد 1940 في سان أنطونيو في الولايات المتحدة.

## وصلات خارجية
- كاسيل ويب على موقع ميوزك برينز (الإنجليزية)
- كاسيل ويب على موقع ديسكوغز (الإنجليزية)